# 丹尼斯·霍尔
丹尼斯·霍尔（英語：Dennis Hall，1971年2月5日—），美国男子摔跤运动员。他曾代表美国参加1992年、1996年和2004年夏季奥林匹克运动会摔跤比赛，其中1996年夏季奥林匹克运动会获得一枚银牌。